# Acid xenic
Acidul xenic este un compus al gazului inert xenon cu formula chimică H2XeO4. Este un agent oxidant foarte puternic, iar descompunerea sa este periculoasă pentru că se obțin cantități mari de gaze: xenon, oxigen și ozon.
1. ↑  „Acid xenic”, Xenic acid (în engleză), PubChem, accesat în 21 septembrie 2016